# Festival Insolent
 (septembre 2023).
Si vous disposez d'ouvrages ou d'articles de référence ou si vous connaissez des sites web de qualité traitant du thème abordé ici, merci de compléter l'article en donnant les références utiles à sa vérifiabilité et en les liant à la section « Notes et références ».
Le Festival Insolent est un festival de musiques actuelles qui s'est déroulé au Pavillon de Penvillers à Quimper, au Parc des expositions de Langolvas à Morlaix, au Parc des expositions de Penfeld à Brest, le printemps 2013 au Parc du Golfe à Vannes, en 2014 à Landerneau et ensuite au Parc expositions du Pays de Lorient,.

## Historique
En 2001 Quimper accueille un groupe prometteur du rock anglais Muse et un autre groupe rock américain Jon Spencer Blues Explosion. Le festival est annulé en 2002.
En 2003 l'affiche est plutôt reggae avec des artistes comme Buju Banton ou The Gladiators mais fait aussi une place à l'électro (Asian Dub Foundation) ou à la chanson française (Java).
Têtes Raides, Tarmac, Miossec, Bénabar, Les Wampas et Keziah Jones composent une belle affiche en 2004.
En 2005, ce festival a accueilli des artistes comme Le Peuple de l'Herbe, Mass Hysteria, La Phaze ou High Tone.

## Programmation

### Années 2010

#### Édition 2012
- 27 octobre : 2 Many DJ's, Izia, C2C, Raggasonic, Carbon Airways et Kanka.

#### Édition 2011
- 22 octobre : Raekwon, Danakil, Groundation, Les Ogres de Barback, Shaka Ponk, Chinese Man.

#### Édition 2010
L'édition 2010 du festival a lieu à Morlaix au Parc Langolvas entre deux scènes.
- 29 octobre : Gaëtan Roussel, Patrice, Dub Inc., Kaly Live Dub, Tété, Féfé, Lilly Wood and the Prick, Hilight Tribe, Solillaquists of Sound, The Octopus (remplacent Skip the Use).

### Années 2000

#### Édition 2009
- 24 octobre : Emir Kusturica & the No Smoking Orchestra, Naive New Beaters, rinôçérôse, Le Peuple de l'Herbe et Yodelice

#### Édition 2008
- 25 octobre : Tiken Jah Fakoly, Cali, DJ Premier et Moriarty

#### Édition 2007
- 26 octobre : Tiken Jah Fakoly, Redman, Hilight Tribe et Improvisators Dub.
- 27 octobre : Superbus, Kaolin, Da Silva, Kill the Young, Vive la Fête, Wax Tailor

#### Édition 2006 (annulé)
- 1er juillet : Alpha Blondy, Toots and the Maytals, Psy4 De La Rime, Fonky Family et Puppetmastaz.

#### Édition 2005
- 8 juillet : Mass Hysteria, La Ruda, Le Peuple de l'Herbe, La Phaze et High Tone.

#### Édition 2004
- 2 juillet : Cali, Les Wampas, Bénabar et Tarmac.
- 3 juillet : Miossec, Les Têtes Raides, DJ Zebra et Keziah Jones.

#### Édition 2003
- 5 juillet : Buju Banton, The Gladiators, La Ruda, Java et Asian Dub Foundation

#### Édition 2001
- 29 juin : Muse, Jon Spencer Blues Explosion, 16 Horsepower, SPOR et No Place for Soul
- 30 juin : The Gladiators, Anthony B, Linton Kwesi Johnson, Les Caméléons et Los Tres Puntos

#### Édition 2000
- 30 juin : Marcel et son Orchestre, Toots & the Maytals, La Ruda, K2R Riddim’ et Dr Ring Ding
- 1er juillet : The Skatalites, Gary Calil, Israel Vibration et Percubaba. Anthony B annule sa prestation.

### Années 1990

#### Édition 1999
- 2 juillet : The Roots, Luciano, Mass Hysteria, Le 3e Œil et Audioactive
- 3 juillet : The Wailers, Sergent Garcia, Sinsemilia, Revolutionnary Dub Warriors et Rasta Bigoud